# Skyclad (neopaganismo)

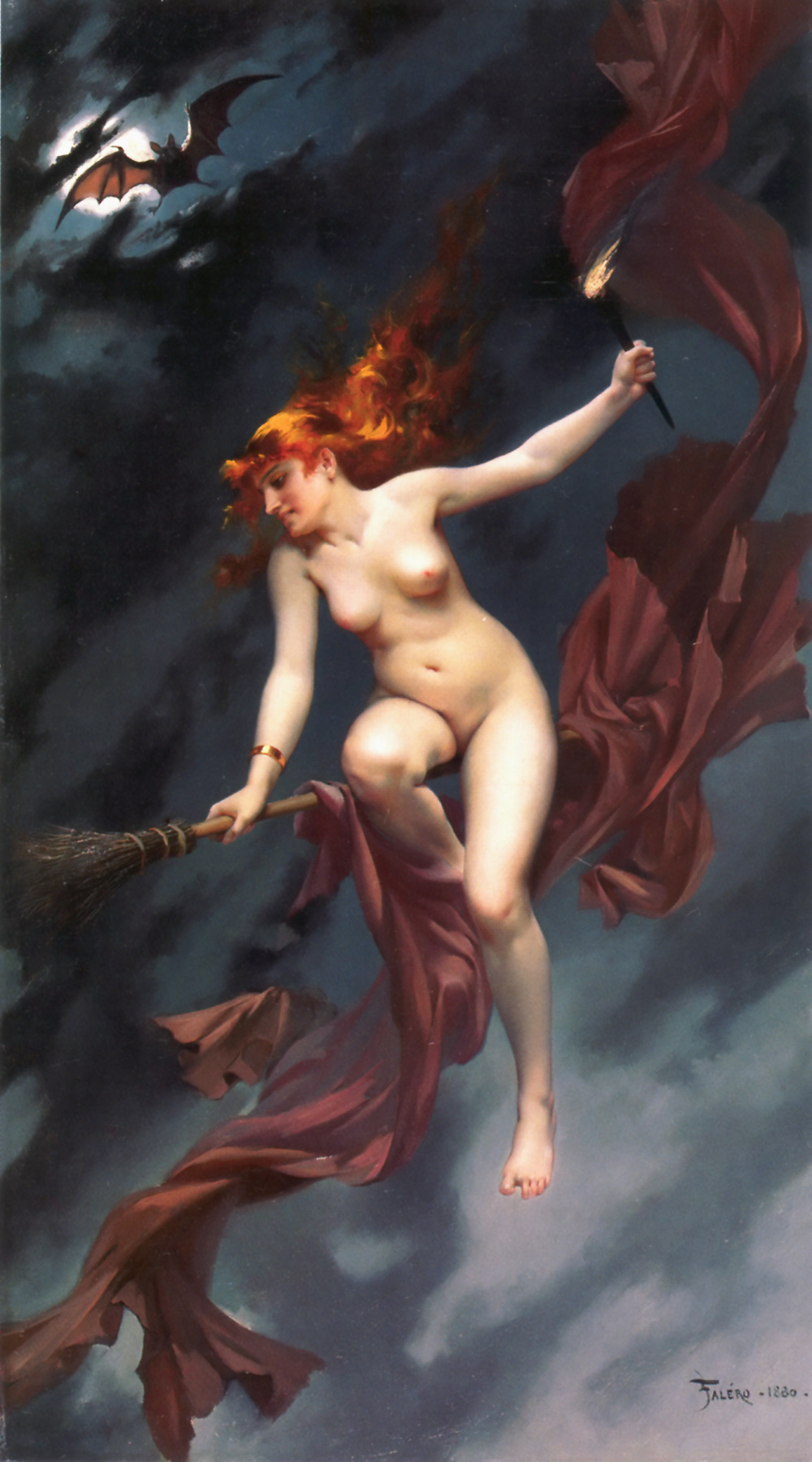
Luis Ricardo Falero. Bruja yendo al aquelarre, 1880. Óleo sobre lienzo, 74,3 x 41,2 cm.

Dentro de los movimientos neopaganos contemporáneos el término skyclad (del inglés sky [«cielo»] + clad [«vestido»], traducible pues al español como «vestido de cielo») hace referencia al ejercicio de la desnudez ritual en el contexto de ciertas ceremonias religiosas y determinados escenarios previamente escogidos para ello, si bien dada la extremada profusión de tradiciones y grupos existentes esta puede comprender desde aquellos que la practican en todo momento hasta para los que tiene un carácter meramente opcional o se lleva a cabo solo en ocasiones especiales o ciertas épocas del año.

## Origen y práctica

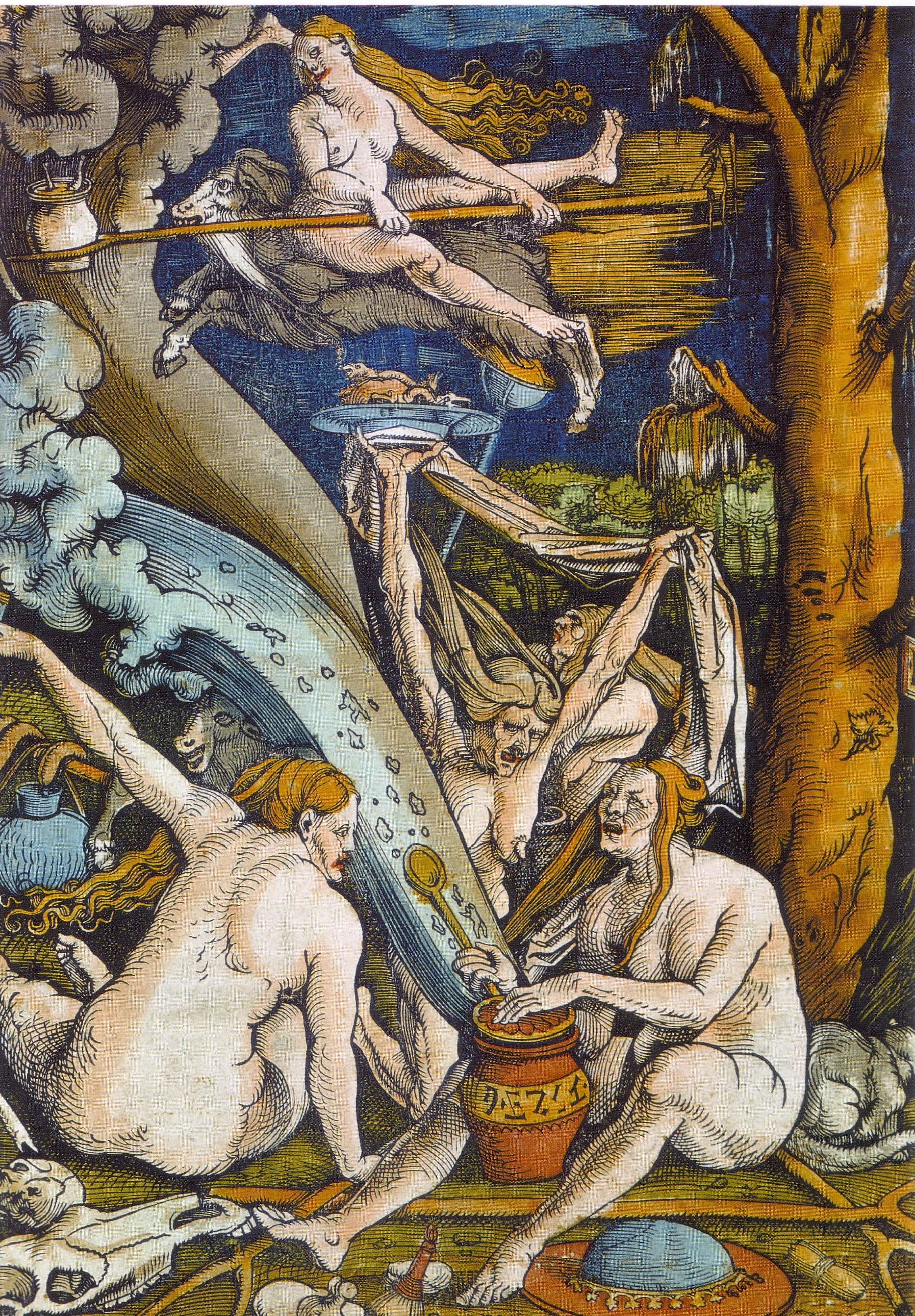
El Sábado de las Brujas (Baldung woodcut), Sábado de las Brujas, Cortes de Madera en topless

Cabe destacar asimismo en este aspecto que, si bien la desnudez (generalmente completa) ha venido estando tradicionalmente relacionada con actividades propias de la brujería como los ritos de iniciación, los aquelarres o las misas negras, su incorporación al neopaganismo suele atribuirse a la influencia de la tradición wiccana. El escritor ocultista británico Gerald Gardner aseguraba en su libro Witchcraft Today de 1954 que esta era una práctica de una antigua religión pagana en Inglaterra (el llamado culto de las brujas) que supuestamente habría sobrevivido a lo largo de los siglos en la clandestinidad. También puede citarse un pasaje del primer capítulo de la obra Aradia o el evangelio de las brujas, publicada por el estadounidense Charles Leland en 1899, lo que la haría estar más vinculada a la brujería aradiana que a ninguna otra corriente wiccana:

Y como signo de que sois verdaderamente libres
estaréis desnudos en vuestros ritos, tanto hombres
como mujeres: esto durará hasta que
el último de vuestros opresores esté muerto.

Etimológicamente, la expresión «vestido de cielo» procede del mundo de las religiones dhármicas del subcontinente indio, más concretamente del término sánscrito digambar o digambara, con el que se designa a una escuela del jainismo cuyos monjes practican el más estricto nudismo religioso, y que Gardner debió de conocer a raíz de sus estancias en India. Pudo también haber sido influenciado por las representaciones de brujas desnudas realizadas por artistas como Alberto Durero o Salvator Rosa.
En la actualidad constituye un rasgo distintivo de distintas tradiciones o religiones wiccanas como la xandriana, la georgiana, la conocida como de la Estrella Azul, así como de otros movimientos neopaganos sin relación aparente con los primeros como la stregheria, practicada en Italia desde la época etrusca, y en la que sus seguidos suelen utilizar con frecuencia una túnica generalmente negra (dado que según sus creencias este color los protege de influencias negativas), si bien pueden optar por ir desnudos.